# Despejo de resíduos tóxicos na Costa do Marfim em 2006

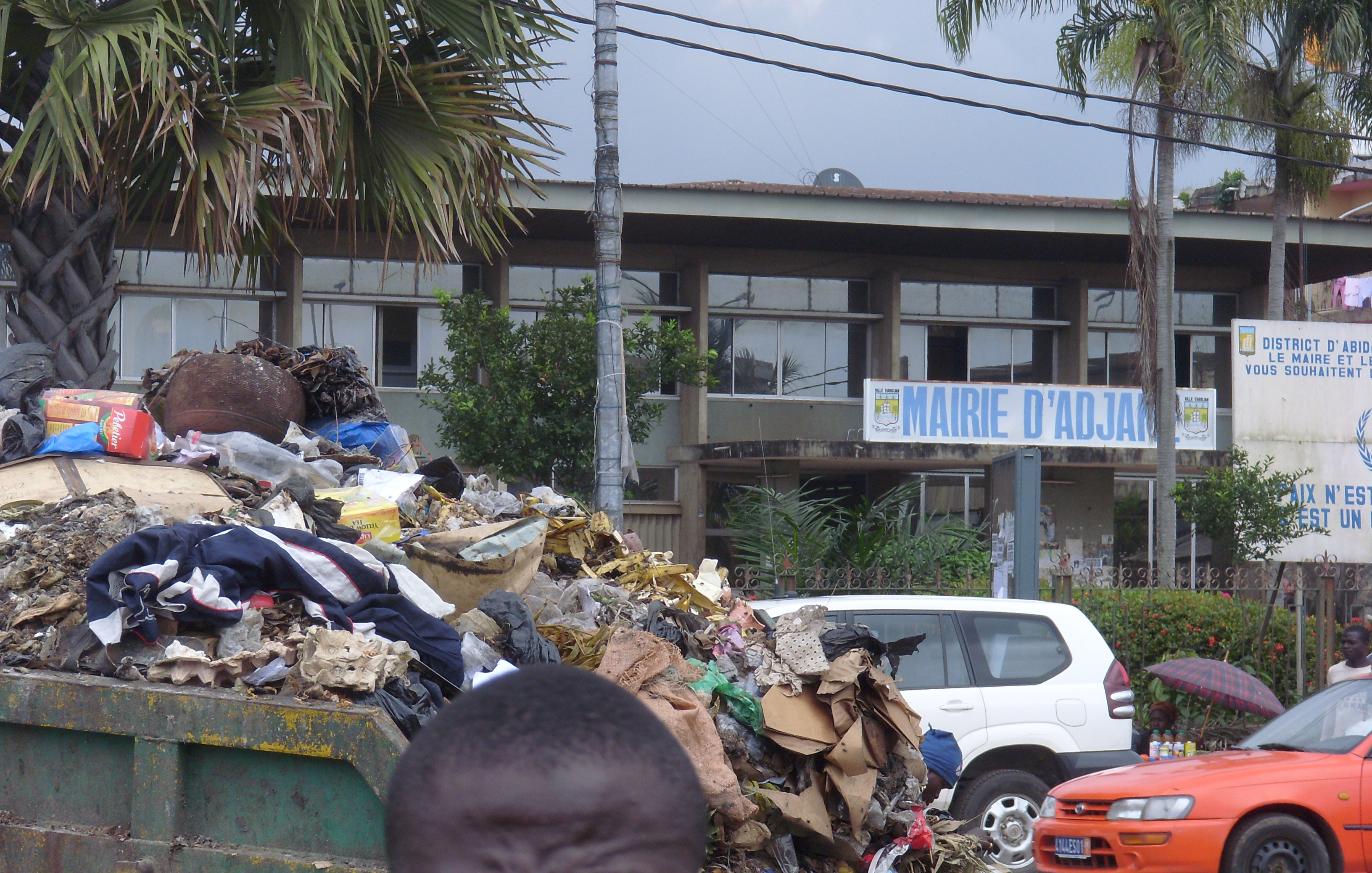
Um camião cheio de lixo nas ruas de Abidjan. Grande parte do lixo tóxico da Trafigura foi despejado em grandes áreas abertas nos subúrbios pobres da cidade.

O despejo de resíduos tóxicos na Costa do Marfim em 2006 foi um caso que se desenvolveu entre Janeiro e Agosto de  2006, quando a empresa Trafigura, após várias tentativas infrutíferas de eliminar na Europa e na Nigéria uma grande carga de resíduos tóxicos provenientes do processo de refinação de petróleo pelo método de lavagem cáustica, ordenou o seu transporte no cargueiro Probo Koala para a Costa do Marfim.
Em Agosto de 2006, a Puma Energy, subsidiária da Trafigura na Costa do Marfim, recebeu instruções para fazer preparativos para a descarga do Probo Koala em Abidjan.
A 19 de agosto, 400 toneladas de resíduos foram despejados em quinze locais perto de Abidjan, a maior cidade do país. Os resíduos foram descartados em aterros a céu aberto, sem qualquer capacidade de processamento de materiais tóxicos. 

Nas semanas seguintes, dezassete pessoas morreram e cerca de cem mil procuraram assistência médica nos hospitais para problemas respiratórios, tonturas e diarreia.